# Роуленд Фіц Юстас, 1-й барон Портлестер

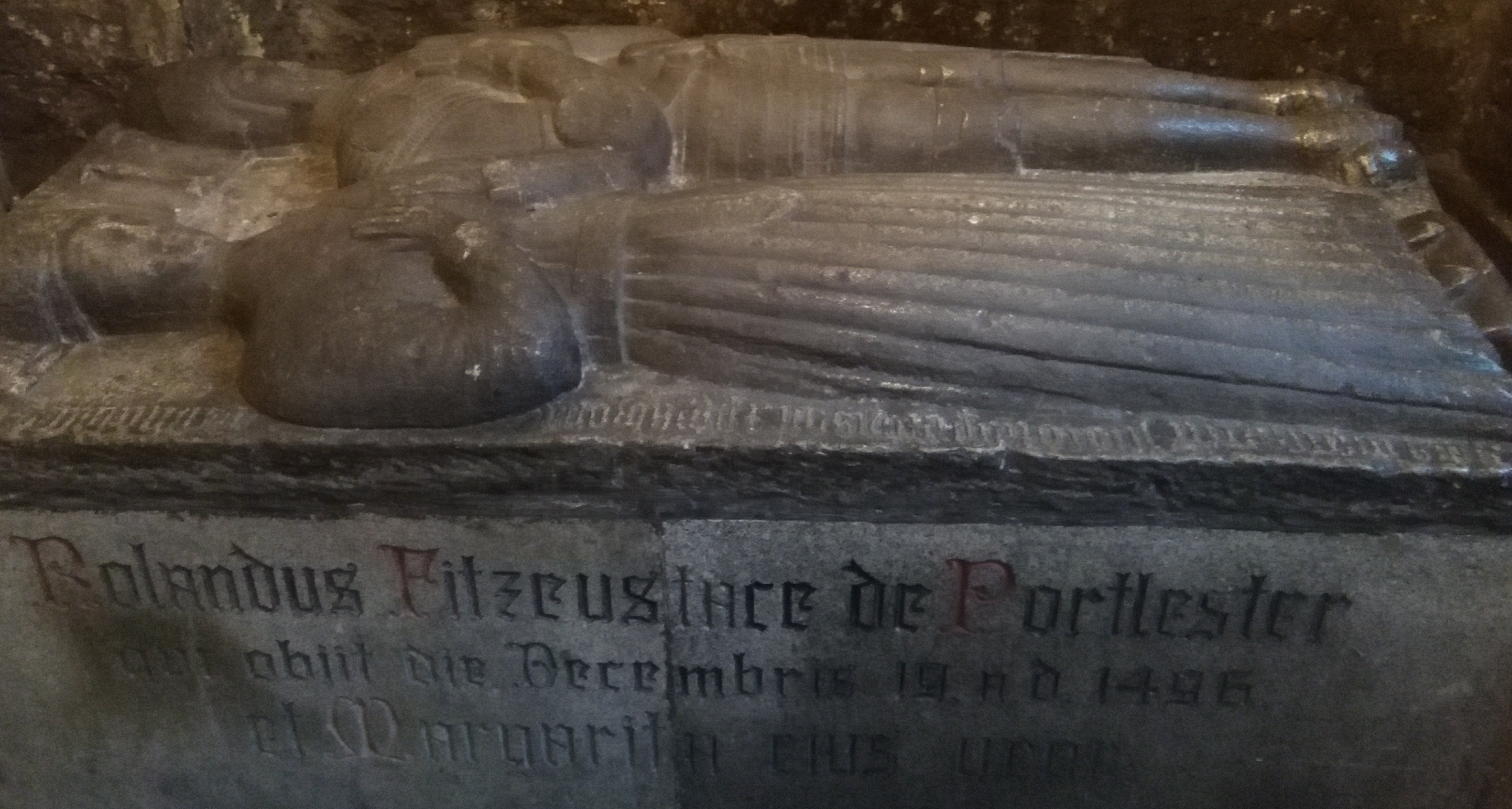
Саркофаг Роуленда ФіцЮстатса та його третьої дружини Маргарет д'Артуа у церкві Святого Одуена, Дублін.

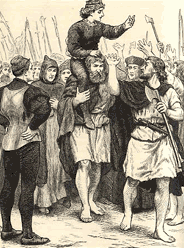
Самозванець на англійський трон Ламберт Сімнел в Ірландії.

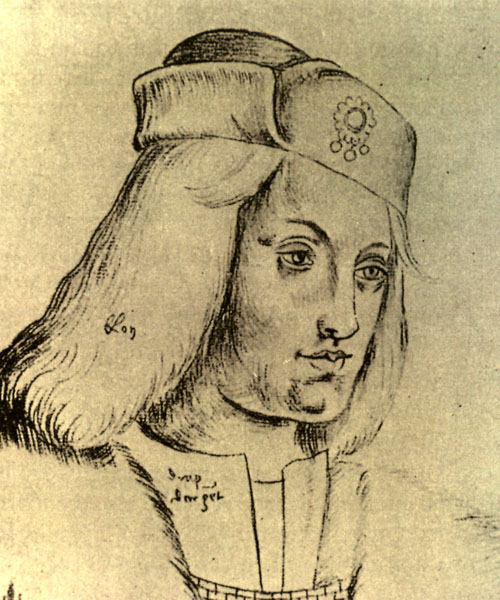
Самозванець на англійський трон Перкін Варбек в Ірландії.

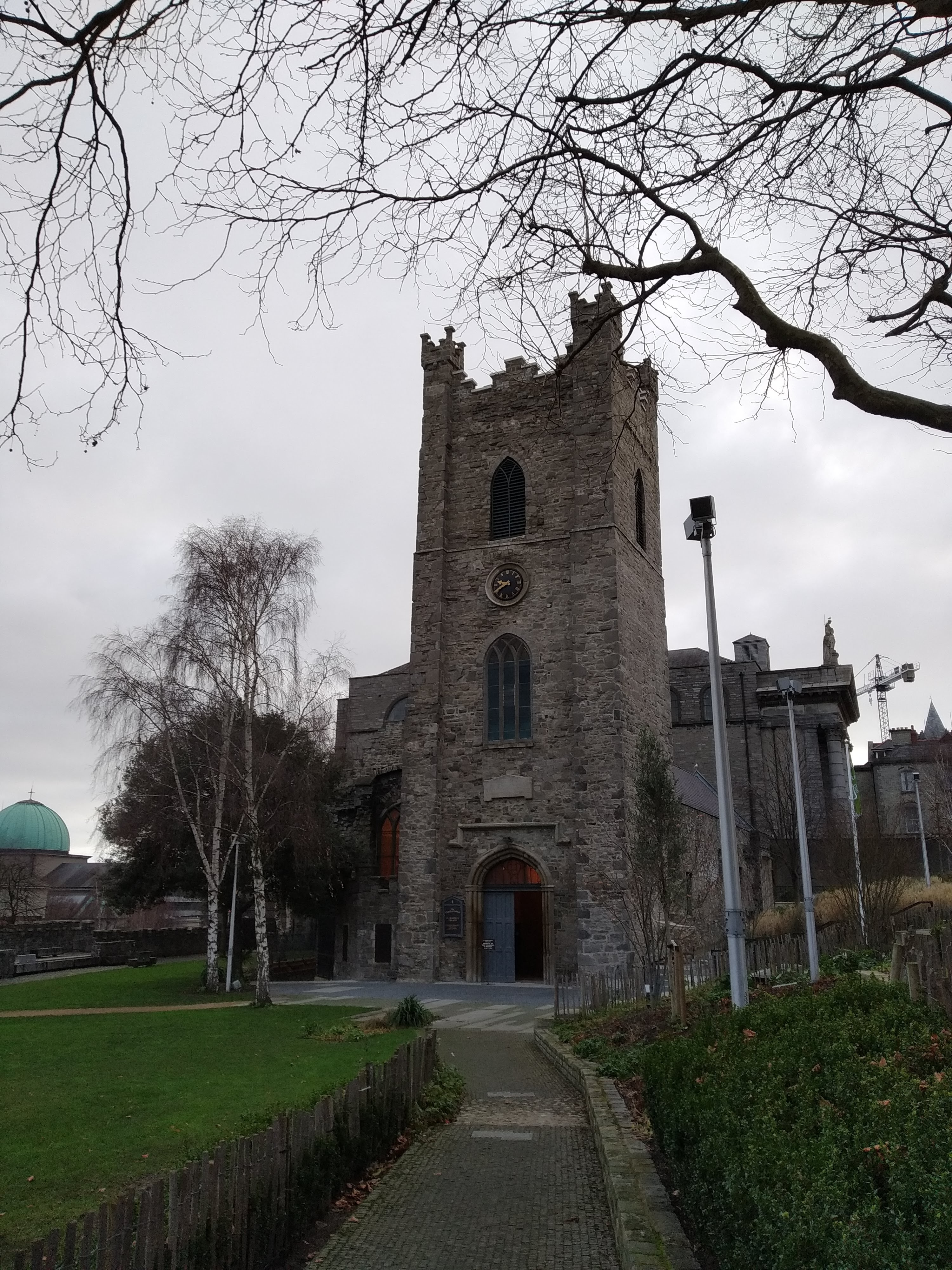
Церква Святого Одена, Дублін.

Роуленд ФіцЮстас (англ. Rowland FitzEustace) (бл. 1430 — 19 грудня 1496) — I барон Портлестер — ірландський пер, державний діяч, політик, юрист, суддя, лорд-канцлер Ірландії, лорд-скарбник Ірландії. Він був однією з домінуючих політичних фігур в Ірландії наприкінці п'ятнадцятого століття, за впливом якого на політику в Ірландії змагався, ймовірно, лише його зять Гаррет Фіцджеральд, Великий граф Кілдер.

## Життєпис
Роуленд ФіцЮстас був старшим сином сера Едварда ФіцЮстаса з Каслмартін, графство Кілдер, Ірландія, лорд-депутата Ірландії, та його дружини Алісії. Він належав до однієї з найвидатніших «староанглійських» родин Пейлу — англійської колонії в Ірландії, що мала кілька гілок. Приблизно в 1454 році він почав працювати адвокатом в Англії, а невдовзі після цього став головним клерком Суду королівської лави та Суду загальних справ. Він був призначений лорд-канцлером Ірландії та лорд-скарбником Ірландії королем Англії та Ірландії Едуардом IV у 1474 році, а в 1462 році йому був дарований титул пера Ірландії як барона Портлестер.
У 1462 році він був звинувачений у «державній зраді», але захищався з такою енергією, що звинувачення були зняті: аналогічні звинувачення, висунуті проти нього в 1470 році, але він теж зумів захистити себе. У 1474 році він став засновником Братства Святого Георгія, короткочасного військового ордену, який займався обороною Пейлу — англійської колонії в Ірландії — єдиної території, на яку в той час поширювалась в Ірландії влада Англії (чотири округи, найближчі до Дубліна).
У 1478 році, коли його зятя Джеральда ФіцДжеральда, VIII графа Кілдер, замінив на посаді лорд-заступника Ірландії лорд Грей, Портлестер організував кампанію відмови від співпраці з новим заступником. Лорд Ґрей наказав йому передати Велику Державну Печатку Ірландії, але Портлестер категорично відмовився, що унеможливило ведення офіційних справ. Король Англії та Ірландії доклав чимало зусиль, щоб підтримати лорда Грея. Він наказав Томасу Арчболду (псевдонім Галмол), майстру Королівського монетного двору в Ірландії, зробити нову Велику Державну Печатку Ірландії, оголосивши, що Печатка, якою володів Портлестер, анульована і що всі акти, прийняті під нею, є абсолютно недійсними, але ці зусилля були безрезультатними. Англія фактично втратила свою владу в Ірландії. Кампанія обструкції була настільки ефективною, що через кілька місяців лорд Грей був змушений повернутися до Англії.
Роуленд ФіцЮстас, барон Портлестер був повторно призначений лорд-канцлером Ірландії королем Англії та Ірландії Едвардом IV, і після зміни династії в 1485 році. Роуленд ФіцЮстас отримав підтвердження посади від короля Англії та Ірландії Генріха VII, але пізніше Роуленд ФіцЮстас усунений через його участь у коронації самозванця на англійський трон Ламберта Сімнела, як «короля Англії Едуарда VI» 24 травня 1487 року. Ця коронація відбулася в соборі Крайст-Черч у Дубліні, Ірландія. Майже кожен дворянин і принц Ірландії взяв участь у цій церемонії — Ірландія черговий раз збунтувалась. Під прапор Сімлела зібрались ірландські повстанці. Сімнел вторгся в Англію з ірландською армією, яка була розгромлена в битві біля Сток. Король Генріх VII був великодушним у перемозі, зберігши життя Сімнела та помилував Портлестера та ірландську шляхту, але він вирішив розділити посади лорда Портлестера між Олександром Планкетом і сером Джеймсом Ормондом. Попри це, Портлестер залишався впливовою фігурою протягом десятиліття свого життя, що залишилося, і зміг відбити нападки на його діяльність як лорд-скарбника Ірландії в 1493 році.

## Родина
Роуленд ФіцЮстас був одружений тричі. Його дружинами були:
- Елізабет Брюн, дочка Джона Брюна
- Джоан (або Дженет) Белью з Беллстауна, вдова Крістофера Планкета, ІІ барона Кіллін, з якою він одружився в 1463 році.
- Маргарет (або Маргеріт) д'Артуа (або Дженіко), онука і спадкоємиця лицаря сера Дженіко д'Артуа, що народився в Гасконі, і вдова сера Джона Даудолла. З нею Роуленд ФіцЮстас одружився десь після 1467 року. Оскільки їхня донька Кетрін була визнана законом парламенту в 1475—1476 років, то виходисть, що вони жили разом до шлюбу (неподобство). Цей шлюб приніс йому значне збільшення його земельних володінь, оскільки Маргарет через свою матір Джейн Сержант була спадкоємицею половини земель Каслнок, графство Дублін, хоча її право на володіння землями оскаржувалося родиною Барнуолл, по праву сестри Маргарет Ісмай.

Роуленд ФіцЮстас мав дітей з усіма дружинами, але в деяких випадках невідомо, яка дружина була матір'ю якої дитини. Вважається, що Джоан була донькою Єлизавети, а Кетрін і Елісон дочками Маргарет. Його єдиний законний син, Річард, помер молодим.
Його дочками були:
- Аліса або Елісон ФіцЮстас (померла 1495 р.) — вийшла заміж за Джеральда ФітцДжеральда, VIII графа Кілдер.
- Джоан ФіцЮстас — вийшла заміж перший раз за Річарда Планкетта, ІІ барона Дансані, вдруге вийшла заміж за свого двоюрідного брата сера Моріса ФіцЮстаса з Когланстауна, старшого сина та спадкоємця сера Роберта ФіцЮстаса.
- Дженет ФіцЮстас — вийшла заміж за сера Уолтера Делахайда: обидва зіграли важливу роль у повстанні онука графа Кілдера, Шовкового Томаса, як і їхні сини. Дженет померла у в'язниці за підозрою в державній зраді, а її синів ув'язнили як «державних зрадників».
- Маргарет ФіцЮстас — вийшла заміж за Крістофера Рочфорта.
- Мод ФіцЮстас — вийшла заміж за Томаса Марварда, титулярного барона Скрін.
- Кетрін ФіцЮстас — його друга донька від Маргарет д'Артуа, народжена поза шлюбом, але узаконена актом парламенту Ірландії 1475—1476 років.

У нього також був позашлюбний син:
- Олівер ФіцЮстас, що став головним бароном ірландської скарбниці; оскільки Олівер, здається, був розумово відсталим, його батько ще більше розширив свій вплив, призначивши заступників, які діяли від його імені.

Титул барона Портлестер зник після його смерті в 1496 році, але його племінник Томас, син його брата Річарда, отримав титул віконта Балтінгласса в 1541 році. Сер Моріс Юстас, багатий і впливовий чоловік з клану ФітцЮстас, що став лорд-канцлером Ірландії, прийняв титулувався бароном Портлестером під час Реставрації монархії Карла II, але потім передумав, очевидно тому, що, як і Роуленд, у нього не було законного сина, який би став його наступником.

## Репутація
Елрінгтон Болл вважав його чи не найважливішою ірландською політичною фігурою протягом його 40-річної кар'єри, впливовішою навіть за його зятя, «Великого графа Кілдер».

## Пам'ять
Є пам'ятник йому та його третій дружині Маргарет д'Артуа в церкві Святого Одуена, Дублін, що була споруджена ним на знак вдячності за те, що він врятувався від корабельної аварії поблизу цього місця. Він заснував Нове абатство Кілкуллен, де похований поряд зі своєю дочкою Елісон. Його маєтки перейшли до його племінника Томаса Юстаса, І віконта Балтінгласс.